# Hans Erich Schrade
Hans Otmar Erich Schrade (* 2. April 1907 in Bernbach; † 12. Juni 1971 in Bad Pyrmont) war ein deutscher nationalsozialistischer Kulturfunktionär.

## Leben
Schon als Jugendlicher wurde Schrade 1923 noch vor dem Hitlerputsch Mitglied der SA und blieb es bis zum Verbot der Organisation. Im Jahre 1929 begann Schrade an der Eberhard Karls Universität Tübingen ein Studium der Philosophie, Pädagogik und Geografie. In Tübingen war er Ortsgruppenleiter in Alfred Rosenbergs Kampfbund für deutsche Kultur. Schrade trat 1930 erneut der SA bei und wurde auch Mitglied der NSDAP. Innerhalb der Deutschen Studentenschaft hatte er den Posten eines Stabsleiters inne. In seiner Heimat Württemberg führte er einen SA-Sturm und war als Gauredner tätig. Für den Nationalsozialistischen Deutscher Studentenbund gab er zeitweilig die Zeitschrift „Der Aktivist“ heraus. 1933 schloss er sein Studium mit der Promotion ab. Nach der Machtergreifung der Nationalsozialisten wurde Schrade zum Vorsitzenden einer Kammer in der Filmprüfstelle berufen und 1936 zum Regierungsrat ernannt. Schrade arbeitete in der Reichsstudentenführung von Gustav Adolf Scheel. Er schrieb für den „Presse-Dienst der Reichsfilmkammer“. Im Jahre 1942 wurde Schrade in den Präsidialrat der Reichstheaterkammer berufen. Zudem wurde er ihr Geschäftsführer und behielt dieses Amt bis Kriegsende inne.

## Auszeichnungen
- Bronzene Dienstauszeichnung der NSDAP 10 Jahre
- Silberne Dienstauszeichnung der NSDAP 15 Jahre[3]

## Belege
1. 1 2 3  Standesamt Berlin-Charlottenburg II: Heirat Schrade und Oelze 793/1935 kostenpflichtig einsehbar auf ancestry.de
2. ↑  Bärbel Schrader: „Jederzeit widerruflich“. Die Reichskulturkammer und die Sondergenehmigungen in Theater und Film des NS-Staates. Metropol, Berlin 2008, ISBN 978-3-938690-70-3. S. 153
3. 1 2 3  Deutsches Bühnen-Jahrbuch. 54. Jg. 1943.
4. ↑  Bärbel Schrader: „Jederzeit widerruflich“. Die Reichskulturkammer und die Sondergenehmigungen in Theater und Film des NS-Staates. Metropol, Berlin 2008, ISBN 978-3-938690-70-3. S. 154
5. ↑  Deutsche Zeitung im Ostland, 28. Juli 1941, in: Kulturnotizen.
6. ↑  Konrad Dussel: Provinztheater in der NS-Zeit, in: Vierteljahrshefte für Zeitgeschichte, 38. Jahrgang 1990 / 1. Heft / Januar / ISSN 0042-5702. S. 111.

| Personendaten    | Personendaten                                      |
| ---------------- | -------------------------------------------------- |
| NAME             | Schrade, Hans Erich                                |
| ALTERNATIVNAMEN  | Schrade, Hans Otmar Erich                          |
| KURZBESCHREIBUNG | deutscher nationalsozialistischer Kulturfunktionär |
| GEBURTSDATUM     | 2. April 1907                                      |
| GEBURTSORT       | Bernbach                                           |
| STERBEDATUM      | 12. Juni 1971                                      |
| STERBEORT        | Bad Pyrmont                                        |